# Hans Joachim von Reitzenstein
Hans Joachim Freiherr von Reitzenstein (* 2. Dezember 1881 in Glogau, Provinz Schlesien; † 8. Juni 1935 in Fürstenberg/Havel) war ein deutscher Schriftsteller, Übersetzer und Erzähler sowie Drehbuchautor.

## Leben
Die Familie von Reitzenstein stammt ursprünglich aus dem Vogtland und stellte Gutsbesitzer und hauptsächlich Offiziere. Seine Eltern waren der kgl. preuß. Oberstleutnant Hans Freiherr von Reitzenstein († 1906) und Charlotte Kühne († 1925) aus Erfurt, Tochter der Charlotte von Sobbe und des Oberstleutnants Albert Kühne. Sein Großvater väterlicherseits, Freiherr Karl von Reitzenstein († 1868) sowie der Urgroßvater Freiherr Ludwig von Reitzenstein († 1831) trugen ebenso den Dienstrang Oberst. 
Hans Joachim von Reitzenstein war zunächst Offizier, Oberleutnant a. D., und Verfasser von Romanen und Erzählungen. Sein Roman Oberwachtmeister Schwenke wurde zweimal verfilmt: 1935 von Carl Froelich (Oberwachtmeister Schwenke) und 1955 von Gerhard Lamprecht unter dem Titel Oberwachtmeister Borck.
Bereits 1909 hatte Reitzensten in Berlin Josefine Schoenfeld geheiratet. Sie war die Tochter der Johanna Ring und des Justizrats Schoenfeld. Die Familie lebte in den 1920er Jahren in Neubabelsberg, einem Berliner Villenvorort. Josefine und Hans Joachim von Reitzenstein hatten zwei Kinder. Tochter Josefine starb 1948 in England. Der Sohn Hans Joachim David, zeitweise bei der NATO arbeitend, lebte mit seiner Mutter in den 1950er Jahren in England.
Der Bruder Kurt Freiherr von Reitzenstein († 1952) war ebenfalls Schriftsteller und Hauptmann a. D.

## Werke

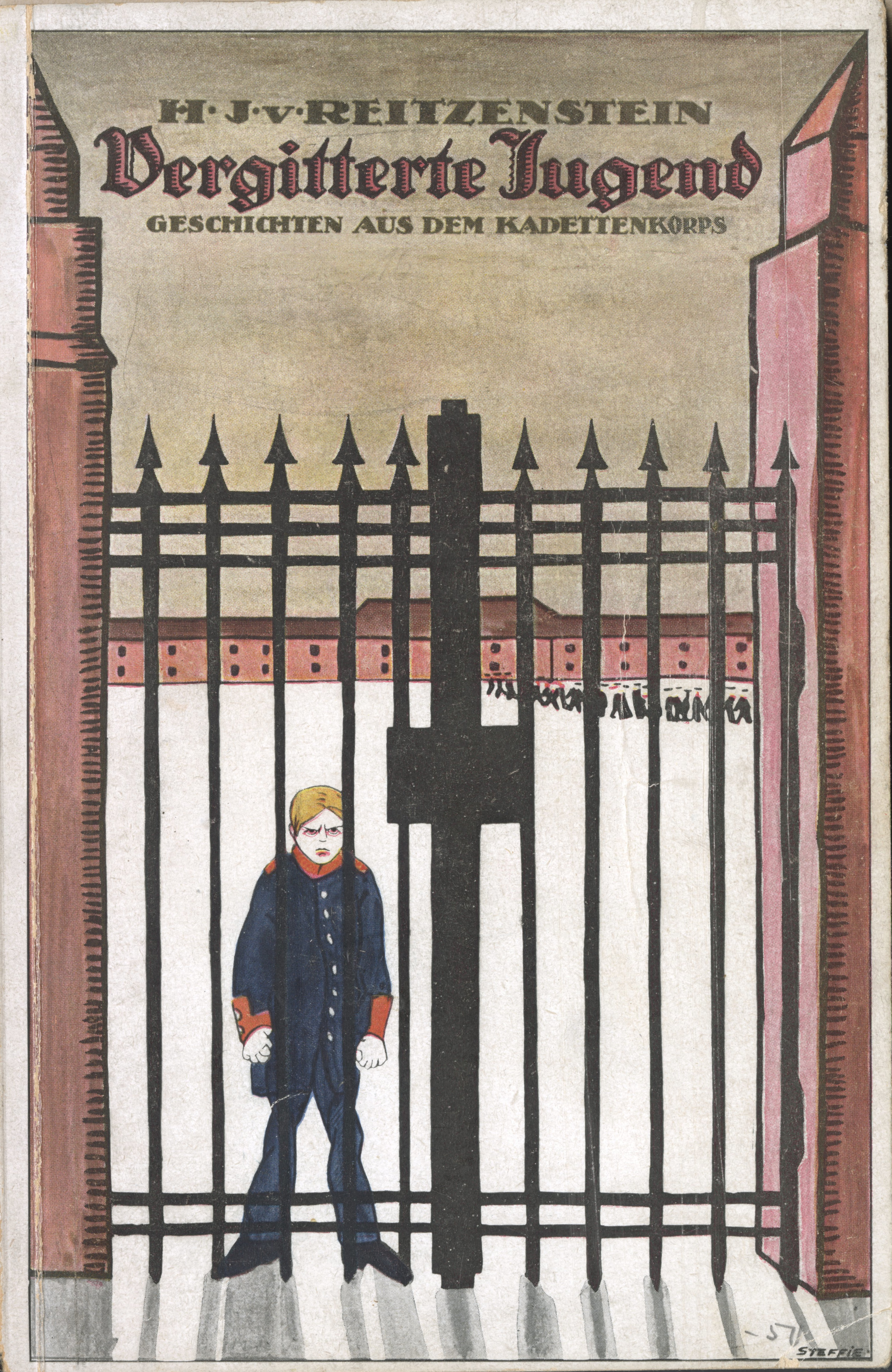
Vergitterte Jugend. Geschichten aus dem Kadettenkorps;
Taschenbuch-Umschlag-Illustration der Erstausgabe, signiert „Steffie“, 1920

- Das Mysterium der Liebe, Berlin 1918
- Das himmlische Lächeln, Berlin 1919
- Vergitterte Jugend. Geschichten aus dem Kadettenkorps, Berlin 1920
- Ein Schülerselbstmord, in: Pan vom 30. Mai 1912[3]
- Lügnerinnen, Berlin 1921
- Der Wille zum Glück, Berlin 1922
- Oberwachtmeister Schwenke, Berlin 1933
- Die Werft zum grauen Hecht, Berlin 1935
- Magnet Bonanza, Potsdam 1937

## Übersetzungen
- Rolf Boldrewood: Im australischen Busch, Stuttgart 1928

## Genealogie
- Gothaisches Genealogisches Taschenbuch der Freiherrlichen Häuser. Zugleich Adelsmatrikel der Deutschen Adelsgenossenschaft. Teil A (Uradel). 92. Jahrgang. 1942, Justus Perthes, Gotha November 1941, S. 394 f.
- Hans Friedrich von Ehrenkrook, Friedrich Wilhelm Euler, Jürgen Thiedicke von Flotow: Genealogisches Handbuch der Freiherrlichen Häuser, A (Uradel) 1959, Band III, Band 21 der Gesamtreihe GHdA, C. A. Starke, Limburg/Lahn 1959, S. 356 f. ISSN 0435-2408